# مدرسه‌ای برای خوب‌ها و بدها
مدرسه خوب‌ها و بدها (به انگلیسی: The School for Good and Evil) یک رمان خیالی به نویسندگی سومان چینیانی است. اولین رمان این مجموعه در تاریخ ۱۲ مه ۲۰۱۳ منتشر شد. این رمان در یک دنیای گسترده با الهام از داستان‌های معروف همانند سیندرلا، پینوکیو، سفید برفی، پیتر پن، شاه آرتور و… نوشته شده‌است. سه‌گانه اصلی (معروف به سال‌های مدرسه) به دنبال ماجراهای دو دوست صمیمی، یعنی سوفی و آگاتا، در مدرسهٔ خوب‌ها و بدها، اتفاق می‌افتد. مدرسه خوب‌ها و بدها یک مکان جادویی است که در آن دانش آموزان آموزش می‌بینند تا در داستان خودشان قهرمان یا شرور باشند.
کتاب نهایی این مجموعه در تاریخ ۲ ژوئن سال ۲۰۲۰ منتشر شده‌است با نام one true king یا یک پادشاه واقعی.
فیلم این مجوعه کتاب قرار است از طرف شرکت نتفلیکس ساخته شود. کارگردان این فیلم پل فیگ است.
شایعاتی توسط تعدادی از افراد پخش شده که این مجموعه کتاب تا جلد نهم نوشته خواهد شد اما نویسنده اعلام کرده‌است که کتاب ششم آخرین کتاب از این مجموعه است. البته که ممکن است نویسنده کتاب‌هایی دیگر بنویسد زیرا شغل او نویسندگی است اما مطمئن باشید که داستان سوفی و آگاتا در کتاب ششم به پایان رسیده‌است.

## خلاصه داستان

### مدرسه خوب و بد
در روستای گاوالدون، هر ۴ سال یکبار، در یازدهمین شب از ماه یازدهم، دو فرزند از هر دو جنس در سنین بالای ۱۲ سالگی با نیروی ناشناخته ای وارد جنگل‌های اطراف می‌شوند و در این صورت خانواده‌هایشان فکر می‌کنند آنها توسط مدیر مدرسه ربوده شده‌اند.
هرسال از مکانی که کسی تابحال آن را ندیده، جعبه ای به کتابفروشی روستای گاوالدون آورده می‌شود که پر از کتاب‌های راجع به قصه‌های پریان است. از مهرموم و عکس فرزندان اهالی روستا که روی جعبه‌های کتاب است، مردم نتیجه می‌گیرند که بچه‌های ربوده شده به آسانی وارد «مدرسه خوب‌ها و بدها» می‌شوند. اما در ابتدا تخیلات دیگری داشتند.
مدرسه خوب‌ها و بدها جایی است که به آنها آموزش می‌دهند قهرمان یا شرورهای داستان‌های پریان شوند. در حالی که اکثر کودکانِ روستای گاوالدون آرزو می‌کنند مدیر مدرسهٔ خوب‌ها و بدها آنها را ندزدد، سوفی، دختری که خیلی به ظاهر خود اهمیت می‌دهد و عاشق رنگ صورتی است، آرزو می‌کند که توسط مدیر مدرسه دزدیده شود تا به عنوان یک دختر خوب به مدرسه خوب‌ها برود و به شاهزادهٔ رویاهایش برسد تا یک زندگی شاد را در کنار معشوقه خود بگذراند.
در همین حال، بهترین دوست سوفی، آگاتا، مخالف تمام داستان‌های پریان است و می‌گوید که آنها چرت و پرت هستند. آگاتا برخلاف سوفی، اصلاً به ظاهر خود اهمیت نمی‌دهد. لباس‌های گشاد و سیاه و کفش‌های سیاه و جادوگرانه می‌پوشد. در هالویین لباس عروس می‌پوشد چون به نظر او عروس‌ها خیلی وحشتناک هستند! آگاتا به همراه مادرش در گورستانِ روستا زندگی می‌کند، به همین دلیل هیچ‌کس به جزء سوفی با او دوست نیست!
آگاتا کاندیدای کاملی برای مدرسهٔ شر، و سوفی نیز انتخاب کاملی برای مدرسهٔ خوب ها!
پس از چهار سال، دوباره وحشت دزدیده بچه‌ها شدن به جان والدین فرزندان می‌افتد. برای همین آن‌ها دختر و پسرهای خوب و باتربیت را زشت و کثیف می‌کنند و به آنها می‌گویند خواهر یا برادرشان را بزنند تا دزدیده نشوند. و به دختر یا پسرهایی که خیلی بی‌تربیت هستند، می‌گوید کارهای خوب انجام دهند.
شب که فرا می‌رسد، والدین دور دهکده خود حلقه می‌زنند و هرکدام مشعل در دست میگرند. اما دزد می‌تواند از حلقهٔ آتش عبور کند. دزد، سوفی و آگاتا را می‌دزدد! یعنی اول سوفی را می‌گیرد، ولی آگاتا برای ربوده نشدن سوفی، دست به کار می‌شود. ولی نمی‌تواند جلوی دزد را بگیرد! و به همین واسطه، سوفی و آگاتا وارد جنگل بی‌انتها می‌شوند!
سوفی و آگاتا خیلی به وحشت می‌افتند. هردو انتظار داشتند سوفی به مدرسه خوب‌ها و آگاتا به مدرسه بدها برود. ولی کاملاً برعکس می‌شود! سوفی را در مدرسه بدها که از سنگ‌های تیره و تار، اتاق‌هایی سوخته و کلاس‌هایی که هرکه با استفاده از معجون زشت‌تر شود نمرهٔ بیشتری می‌گیرد قرار می‌دهند! و آگاتا نیز در مدرسهٔ خوبها، جایی که زیباترین دخترها و پسرها را در خود جای داده، می‌اندازند! سوفی سعی می‌کند مدرسه اش را با مدرسهٔ آگاتا عوض کند، اما هربار شکست می‌خورد. در حالی که بهترین دوست، یعنی آگاتا، فقط می‌خواهد که هر دو با هم به روستایشان برگردند. ولی برگشتن به خانه دشوار است؛ زیرا سوفی مصمم است که او جزو ابدی‌ها (خوب‌ها) است.
سوفی سعی می‌کند با نشان دادن خوبی خودش به مدیر مدرسه بفهماند که او در مدرسه اشتباهی افتاده. ولی کارهایی که می‌کند، از نظر هرگزها (بدها) شرورانه‌ترین کارهاست! سوفی از خوب بودن ناامید شده. و آگاتا نیز نمی‌خواهد در هیچ‌کدام از مدرسه‌ها باشد. همه چیز بر وفق مراد آگاتا پیش می‌رود (که سوفی از مدرسه زده شود) که سر و کلهٔ یک شاهزاده پیدا می‌شود! پسر شاه آرتور، تدروش. جذاب‌ترین پسر مدرسهٔ خوبها!
حالا که این شاهزاده پیدا شده، دوباره امید سوفی برای اثبات خوب بودن زیاد می‌شود. ولی باز هم شکست می‌خورد! او فکر می‌کند که این یک اشتباه است، اما به زودی در مورد خودش و آگاتا بیشتر می‌آموزد.
آگاتا در حالی که مجبور به شرکت در کلاس‌های مدرسه خوب‌ها می‌شود، بیشتر کلاسهای خود را پشت سر می‌گذارد، اما خیلی زود می‌فهمد او می‌تواند آرزوها را بشنود و اعطا کند! چیزی که تنها بهترین خوب‌ها می‌تواند اینکار را بکند!
سوفی با وجود اینکه ناامیدانه می‌خواهد جای خود را در مدرسهٔ خوب‌ها اثبات کند، با هستر، یکی از هم اتاقی‌هایش شروع به رقابت می‌کند! هستر دخترِ جادوگر قصهٔ هانسل و گرتل است! سوفی در مقابل هستر شروع به اثبات برتری خودش می‌کند! آن هم با رتبه‌های یک!
آگاتا دیگر نمی‌تواند مدرسهٔ خوب‌ها را تحمل کند، بنابراین دوست خود را به برج مدیر مدرسه، که ورود به آن ممنوع است می‌برد!
در آنجا آگاتا و سوفی داستان‌نویس را می ببینند، داستان‌نویس قلمی است که تمام داستان‌های افسانه ای را می‌نویسد. ولی زمانی که سوفی سعی می‌کند به داستان‌نویس دست بزند، داستان‌نویس شروع به نوشتن داستان آن دو می‌کند!
در حالی که تمامی دانش آموزان سال‌ها درس می‌خوانند تا داستان‌نویس، داستان آنها را بنویسد.
در همین لحظه آنها مدیر مدرسه را می‌بینند حتی با وجود اینکه مدیر مدرسه خود را هرگز به دانش آموزان نشان نمی‌دهد!
مدیر مدرسه یه آن دو دوست می‌گوید هیچگاه نمی‌توانند مدرسهٔ خود را عوض کنند! برای همین سوفی تصمیم می‌گیرد به خانه برگردد.
مدیر مدرسه می‌گوید تا زمانیکه داستان‌نویس می‌خواهد داستان آنها را بنویسد نمی‌توانند اینکار را بکنند. ولی اگر به معمایی جواب دادند، اجازه دارند که به خانه اشان برگردد. معما نیز این است که " آن چیست که خوب‌ها بدون آن می‌میرند ولی شرورها هرگز قادر به درک آن نیستند!"
زمانیکه آنها به مدرسه برمی گردند کسی حرف آنها را دربارهٔ دیدن مدیر مدرسه باور نمی‌کند.
سوفی این معما را با هم اتاقی‌هایش، یعنی هستر، آنادیل و دات به اشتراک می‌گذارد و به آنها قول می‌دهد با حل این معما برای همیشه از مدرسه بروند (آخه هم اتاقی‌هایش، به خصوص هستر، از او متنفر هستند). در این بین هم اتاقی‌هایش به او می‌گویند که سال‌ها پیش مدرسه دو مدیر داشت، هردو نیز برادر بودند. یک برادر حافظ و مدیر خوب‌ها و برادر دیگر حافظ و مدیر بدها بودند. تا اینکه جنگی میان دو برادر اتفاق می‌افتد و یکی از آن‌ها می‌میرد. ولی هیچ‌کس نمی‌داند کدام یک مرده. با توجه به ۲۰۰ سال برنده شدن در خوب‌ها، اکثر افرادی که در جنگل زندگی می‌کنند گمان می‌کنند برادری که حافظ خوب هاست زنده مانده‌است.
آنها به زودی متوجه می‌شوند که جواب معما «بوسه عشق حقیقی» است. آگاتا به سوفی می‌گوید اگر سوفی، تدروس را ببوسد، خوبی خود را اثبات می‌کند و آنها می‌توانند به خانه برگردند.
آگاتا سعی می‌کند به دوست خود کمک کند تا با قدرت خود سوفی لبان تدروس را ببوسد. اما خیلی زود آگاتا می‌فهمد که سوفی فقط از او استفاده می‌کند تا بتواند به عشق حقیقی اش برسد! به این ترتیب، سوفی هرگز مجبور نمی‌شود به خانهٔ خود برگردد؛ زیرا معتقد است که تدروس عشق واقعی او است.
بعد از تلاش‌های فراوان، تدروس قول می‌دهد بعد از برنده شدن در مسابقات مدرسه، سوفی را ببوسد. مسابقه ای که در آن ده دانش آموز برتر خوب‌ها و بدها وارد جنگل آبی می‌شوند. با هدف زنده ماندن تا طلوع خورشید و گریختن از تله‌های مدیر مدرسه و دشمنانشان از مدرسهٔ دیگر. اگر سوفی و تدروس مسابقه را ببرند، اثبات می‌کنند که شر و خوبی نیز می‌توانند در کنار هم زندگی کنند. با این حال، وقتی تدروس می‌فهمد سوفی تمام کارهایش را با کمک آگاتا انجام داده، و هنگامی که سوفی از نجات او در برابر تلهٔ مدیر مدرسه امتناع کرده و به جایش آگاتا تدروس را نجات داده، رابطه اشان را تمام می‌کند. حال تدروس محقرترین شاهزاده مدرسه و سوفی برترین شرور مدرسه خوانده می‌شوند.
در همین زمان، سوفی شروع می‌کند به نشان دادن تنفرش نسبت به آگاتا. چون فکر می‌کند آگاتا تنها برای خوشبختی خودش تدروس را نجات داده و خوشبختی ابدی را از سوفی گرفته!
تدروس تصمیم می‌گیرد در مورد کاری که آگاتا در جنگل آبی کرده به دانش آموز دیگری نگوید. هر دو دختر دستخوش تغییراتی ظریف اما مطمئن می‌شوند: آگاتا زیبایی و اعتقاد درونی خود را در عشق میابد و زنجیری که در قلبش بسته بود را پاره می‌کند. سوفی نیز به میزان شروری اش پی می‌برد. آری، او جادوگر برتر است.
زمانی که سوفی شرارت را در وجودش احساس می‌کند به سمت انتقام می‌رود.
هم اتاقی‌های او متوجه می‌شوند که سوفی علامت شرورها را دارد علامت‌هایی که ساحره‌های واقعی زمانی که دشمن قسم خوردهٔ شان را پیدا می‌کنند احساس می‌کنند!
آنها اول گمان می‌کنند که تدروس دشمن قسم خوردهٔ سوفی است، اما طبق داستان‌ها زمانی که علائم یک شرور شروع می‌شود دشمن قسم خورده اش باید قوی تر شود ولی تدروس روز به روز ضعیف تر می‌شود! و آگاتا تبدیل به یک پرنسس شده‌است!
در همین زمان آگاتا متوجه زیبایی درونی خودش می‌شود و سعی می‌کنند یک پرنسس باشد!
او در سیرک استعدادها اجرای زیبایی می‌کند که تدروس را تحت تأثیر قرار می‌دهد.
ولی زمانیکه می‌خواهند آگاتا را به عنوان برنده اعلام کنند سوفی وارد تالار می‌شود و به تدروس می‌گوید که به او قول داده‌است که با او به جشن گلوله برف برود و او را به عنوان همراه انتخاب کند.
اما تدروس قبول نمی‌کند و این باعث می‌شود سوفی از همیشه خشمگین تر شود.
او تصمیم به انتقام می‌گیرد!
او باعث شروع جنگی میان خوبی و شرارت می‌شود در آخر این جنگ او به برج مدیر مدرسه بر می‌گردد و مدیر را می‌بیند.
سوفی متوجه می‌شود که مدیر مدرسه در واقع شرور است و او به عشق حقیقی برای برنده شدن نیاز دارد او به سوفی می‌گوید که او یک شرور است و می‌توانند باهم بر خوبی پیروز شوند.
ولی سوفی قبول نمی‌کند او از برج بیرون می‌رود و مدیر مدرسه او را دنبال می‌کند.
در این زمان مدیر مدرسه داستان‌نویس را به طرف آگاتا پرت می‌کند زمانی که داستان‌نویس می‌خواست به آگاتا برخورد کند سوفی خودش را جلوی او انداخت تا مانند سپر عمل کند!
زمانی که سوفی جانش را برای آگاتا در خطر می‌اندازد آنها راه ورود به گاوالدان را پیدا می‌کنند!

### جهانی بدون شاهزاده‌ها
آگاتا و سوفی به خانه بازگشتند و به عنوان تنها کسانی که در طی این دویست سال توانسته‌اند از مدرسه فرار کنند و طلسم را بشکنند، شناخته می‌شوند.
متأسفانه، سوفی از این موقعیت برای شهرت خود استفاده می‌کند. مجسم ای از سوفی ساخته‌اند. در حالی که آگاتا هیچ دوست ندارد مشهور باشد. سوفی نمایشنامه‌های موزیکال از ماجرای خودش و آگاتا در مدرسه ارائه می‌دهد. در عروسی مجدد پدر سوفی با زنی که سوفی از آن متنفر است، آگاتا ناخودآگاه آرزو می‌کند که پایان داستانِ خودش و سوفی جور دیگه ای تمام می‌شد که آگاتا با عشق حقیقی اش یعنی تدروس باشد. این آرزو باعث می‌شود تا بار دیگر کتاب داستان سوفی و آگاتا باز شود و پایانش پاک شود! از طرف جنگل، تیرهایی به گاوالدون حمله‌ور شدند که پیامی می‌دادند «سوفی را به ما بدهید». همین اتفاق باعث شد مردم روستا عصبانی بشوند و خواهان برگرداندن سوفی به جنگل شوند! بزرگان می‌گویند که از صوفی محافظت می‌کنند، اما در واقعیت، آنها قصد دارند تسلیم اوباش شوند. آنها به سوفی می‌گویند که تنها در کلیسا بماند؛ و آگاتا، با فکر اینکه سوفی ایمن است، او را ترک می‌کند. سوفی با پیامی که روی سینه اش از خون خودش ساخته شده وارد جنگل می‌شود. او با پیغام «من را ببرید» در جنگل تنها می‌گذارند تا بمیرد. آگاتا سوفی را می‌یابد و با او فرار می‌کند. آنها خیلی زود پروانه‌هایی را مشاهده می‌کنند که سعی در کمک به آنها را دارند. آنها با قطار، بدون اینکه خود بدانند به سمت مدرسه خوب‌ها و بدها حرکت می‌کنند!
وقتی به مدرسه می‌رسند خوب‌ها می‌رسند، متوجه می‌شوند مدرسه از صورتی به رنگ آبی درآمده است! و تنها دختران در آن تحصیل می‌کنند. دو دوست با همکلاسی‌های خود (از جمله دختری ساکت و جدید به نام یارا) دیدار می‌کنند و توسط رئیس جدید، اویلین سیدر با احترام زیادی روبرو می‌شوند. خیلی زود متوجه می‌شوند که مدرسه خیلی تغییر کرده. حتی افسانه‌های روی دیوارها هم تغییر کرده‌اند! دخترانی که زمانی منتظر می‌ماندند تا شاهزادهٔ رویاهایشان بیاید و آن‌ها را از دست نیروهای اهریمنی نجات بدهند، حال به زنانی مستقل و جنگجو تبدیل شده‌اند! آگاتا به غیبت پسران اشاره می‌کند و هردو متوجه می‌شوند که پس از اینکه آن‌ها مدرسه را ترک کردند، مدرسهٔ بدها تمام دخترانی که در آن تحصیل می‌کردند، بیرون انداخته. دختران ابدی (خوب‌ها) نیز به آنها جای خوب دادند. مدرسهٔ خوب‌ها هم پسرانی که در آن تحصیل می‌کردند را بیرون انداخته! حال شاهزاده‌ها در مدرسهٔ بدها زندگی می‌کنند و تدروس مدیر مدرسه شده!
آگاتا که می‌دانست قصهٔ پریانشان فقط بخاطر آرزویی که او کرده بود باز شده، از این وحشت دارد که مبادا سوفی حقیقت را بفهمد. اما چیزی که از آن می‌ترسید خیلی زودتر از انتظارش اتفاق افتاد. حتی با اینکه آگاتا می‌داند سوفی رازش را فهمیده، بازهم این موضوع را انکار می‌کند و اصرار می‌کند تنها آرزویی که او می‌خواست، برگشت به خانه بود! شب که می‌شود، آگاتا دور از چشم سوفی و با استفاده از مهارتی که در سال تحصیلی پیش به دست آورده، به مدرسهٔ پسران می‌رود تا با تدروس ملاقات کند. سوفی که از این موضوع با خبر می‌شود، به کمک شنل نامرئی کننده به مدرسهٔ پسران می‌رود تا مانع ابراز محبت آگاتا و تدروس شود. آگاتا با تدروس صحبت می‌کند، و تقریباً داشت موفق می‌شد تا ابراز محبت تدروس را به دست بیاورد، اما در همان لحظه، سوفی که زیر میزی پنهان شده بود جادویی به طرفشان پرتاب می‌کند! تدروس فکر می‌کند که آن جادو را آگاتا و آگاتا هم فکر می‌کند آن جادو را تدروس پرتاب کرده! آگاتا بعد از آن اتفاق فرار می‌کند و متقاعد می‌شود که تدروس یکی از بدها است! او به مدرسه دختران می‌رود و در آنجا سوفی خوابیده‌است! سرانجام همگی، یعنی سوفی، آگاتا، هستر، آنادیل و دات تصمیم می‌گیرند که یکی از دختران باید با کمک طلسمی به شکل پسر در بیاید و به قلعهٔ تدروس که در مدرسهٔ پسرها است برود، داستان و خودکار جادویی را بدزدد. بعد از چند آزمون، سوفی برای پسر شدن انتخاب می‌شود (به دلیل حس شگفت‌آور مردانه بودن و اراده و پشتکار)
بعد از تغییر شکل، اسم سوفی به نام فیلیپ (نامی که پدر سوفی در ابتدا می‌خواست روی فرزندش که فکر می‌کرد پسر است بگذارد) تغییر کرد. در ابتدا فیلیپ و تدروس با مشکلاتی روبرو بودند، اما با گذشت زمان، فیلیپ از جان تدروس مراقبت می‌کند. چندی بعد آنها بهترین دوستان یکدیگر می‌شوند. فیلیپ به تدروس اعتراف می‌کند که او (فیلیپ توری رفتار می‌کند که انگار مثل سوفی مادرش را از دست داده) برای دیدن دوباره مادر خود هر کاری انجام می‌دهد. تدروس می‌گوید که او نمی‌خواهد او را ببیند زیرا پدرش (پادشاه آرتور) حکم کرده تا در صورت دیدن مادرش، سرش را ببرند (مادر تدروس با شوالیهٔ کملات فرار کرد)، و هنگامی که تدروس شانزده ساله شد باید به حکم احترام بگذارد.
وقتی مسابقه ای که خود تدروس آن را شروع کرده بود که مشخص کند سر آگاتا و سوفی بریده شود یا آن‌ها جان سالم به در ببرند، فرا می‌رسد، فیلیپ و تدروس جایی مخفی می‌شوند تا آگاتا و سوفی را گیر بیاندازند. وقتی آگاتا به آن‌ها می‌رسد، می‌بیند که تدروس خم می‌شود تا تدروس به فیلیپ ابراز محبت کند! این مسئله باعث اختلاف بین این سه نفر می‌شود و همان لحظه طلسم شکسته می‌شود و فیلیپ به حالت اولش یعنی سوفی برمیگردد. تدروس گیج و عصبانی است، اما بعد از آن، رئیس مدرسه جدید دختران، اولین سیدر، خواهر ناتنی اوت سیدر، درحالی که پروانه‌هایش خودکار جادویی را پرواز کنان می‌آوردند، ظاهر شد. صفحه ای جدید را باز می‌کند تا خودکار جادویی داستان آگاتا، تدروس و سوفی را بنویسد. آگاتا و تدروس به یکدیگر ابراز علاقه می‌کند، چون آگاتا به سوفی می‌گوید دیگر هیچوقت نمی‌تواند به او اعتماد کند! بخاطر همین حرف سوفی دوباره به جادوگر تبدیل می‌شود! خودکار جادویی در حال پایان دادن به نوشتن داستان بود که اویلین فاش می‌کند که آرزوی آگاتا نبوده که آن‌ها را به اینجا آورده، بلکه آرزوی سوفی باعث شده آنها به مدرسه برگردند (در فصل اول کتاب سوفی کتاب قبر مادرش آرزو می‌کند که بتواند بار دیگر او را ببیند) حال اویلین می‌گوید با کاری که از او می‌خواهد می‌تواند مادرش را دوباره زنده کند. سوفی، که در غم و اندوه غرق شده بود، با از دست دادن دهکده، خانواده و اکنون بهترین دوستش، آرزوی او را می‌پذیرد، سوفی به طرف روح مادرش می‌رود و به اوم ابراز محبت می‌کند. اما پس از گذشت مدت کوتاهی شبح به مدیر مدرسه قبلی تغییر شکل می‌دهد. با اینکه سوفی می‌دانست او مادرش نیست، کارش را متوقف نکرد. مدیر مدرسه که زنده می‌شود، توضیح می‌دهد که ابراز محبت می‌تواند مردگان را نیز دوباره به زندگی بازگرداند. دقیقاً مثل کاری که آگاتا سال پیش برای نجات جون سوفی کرده بود. مدیر اویلین را می‌کشد و تدروس و آگاتا را به گاوالدون می‌فرستد!

### آخرین تاریخ بعد
سه هفته پس از وقایع کتاب «جهانی بدون شاهزاده‌ها»، هر دو مدرسه تحت نظارت مدیر مدرسه بازگردیده از مرگ قرار گرفته‌اند، به این ترتیب که مدرسه اصلی بدها  تبدیل شده‌است به مدرسه ای برای «اشرار قدیمی» و مدرسه خوب‌ها شده برای «اشرار جدید».
با وجود این، مدیر مدرسه جوان برای جلب توجه سوفی باید تغییر کند تا بتواند با کمک سوفی خوب‌ها را تا ابد نابود کند. سوفی می‌ترسد که با در نظر گرفتن خیانت‌های آگاتا ممکن است برای همیشه در داستانش همانند مادرش تنها شود. برای همین سوفی این پیشنهاد را می‌پذیرد و ملکه جدید اشرار می‌شود. البته ملکه ای که باید به دانش آموزانی که از او متنفر هستند درس بدهد. اما داستان‌نویس هنوز این انتخابِ سوفی را به عنوان یک پایان خوش برای داستان سوفی و آگاتا نمی‌پذیرد ! به همین ترتیب، با قطره قطره چکه کردن خورشید، این شمارش معکوس برای نابودی جهان شروع می‌شود. زمانی که خورشید آخرین قطره‌هایش ریخته شوند، جهان به‌طور کامل نابود می‌شود.
در همین زمان، آگاتا و تدروس در گاوالدان سعی در مخفی ماندن از دست بزرگان و آشتی کردن با یکدیگر دارند. ولی وقتی مردم گاوالدان از وجود آن‌ها باخبر می‌شوند، سعی می‌کنند آنها را اعدام کنند. مادر آگاتا، کالیس، جان خود را فدا می‌کند تا بتواند کمی زمان برای فرار آگاتا و شاهزاده اش، تدروس بخرد. هردو بر طبق گفتهٔ کالیس، به سمت گورستان می‌روند تا قبری که میان دو قو بود را پیدا کنند. با رسیدن به جنگل بی‌انتها، آنها توسط معلم قدیمی شان، شاهزاده اوما نجات می‌یابند. اوما توضیح می‌دهد که بازگشت رافل (مدیر مدرسه) باعث شده تا اشرار قدیمی به عنوان زامبی دوباره زنده شوند تا دشمنان خود را بکشند (از جمله سیندرلا، پیتر پن، هانسل و گرتل و پینوکیو) که در انجمنی بنام سیزده و به رهبری مرلین جمع شده‌اند. سیزده به رهبری مرلین برای نبرد در برابر جنگ‌های رافل. مشخص می‌شود که وی به دنبال تغییر داستان‌های اصلی پریان است، از قتل سفید برفی و هفت کوتوله، و دنبال کردن با راپونزل و شاهزاده اش.
آگاتا و تدروس، با وجود سختی‌هایی که پشت سر گذاشتند، سرانجام ماموریتشان توسط مرلین مشخص می‌شود. آنها باید حلقه ای که رافل به سوفی داده را نابود کنند تا رافل نیز بمیرد. اما باید سوفی را راضی کنند که حلقه را نابود کند. چون تنها با ضربهٔ سوفی حلقه از بین می‌رود. اما این کار فقط با شمشیر اکسکالیبر انجام می‌شود متأسفانه زمانی که رافل، آگاتا و تدروس را به گاوالدون می‌فرستاد، آن شمشیر را برداشته بود. همهٔ آنها می‌دانند که اکسکالیبر در مدرسهٔ آموزش اشرار قدیمی نگهداری می‌شود؛ بنابراین Agatha قصد دارد شمشیر را بازیابی کند، در حالی که اگاتا برای نجات سوفی و تلاش برای متقاعد کردن او برای ترس از درگیری با رافل تلاش می‌کند. با کمک دوستان سابق سوفی، هستر، آنادیل، دات و هورت، آنها موفق به نفوذ در مدرسه شده و هر دو کار را هنگام فرار انجام می‌دهند و رافل به طرز مرموزی اجازه فرار از آنها را می‌دهد.

مرلین آگاتا، سوفی را راهنمایی می‌کند و تدروس را به آوالون هدایت می‌کند، جایی که تنظیمروس گینویور و لنسلوت را که هنوز زنده است کشف می‌کند. با وجود ناراحتی‌های اولیه نسبت به هر دو، او به آرامی و دردناکی می‌آمیزد تا آنها را ببخشد زیرا او بیشتر از رفتارهای پارانویا و آرمانهای قبلی پیروی آرتور را می‌آموزد. آگاتا، از طرف خود، حاضر به رها کردن عشق خود به تدروس می‌شود تا سوفی بتواند در عوض او را داشته باشد، بیشتر از عدم تمایل او برای تبدیل شدن به ملکه آینده شتر از احساسات شخصی خود، انگیزه دارد. با وجود بهترین تلاشهای آنها، این طرح نهایتاً هنگامی که سوفی و متروس بوسه می‌زنند شکست می‌خورند و هر دو متوجه می‌شوند که هرگز برای یکدیگر منظور نشده‌اند. او با اعتقاد بر این که همه اوقات مورد استفاده قرار گرفته بود، به رفال برمی گردد و جای او را در کنار خودش پذیرفته و ملکه شیطان می‌شود. بر خلاف وصیت نامه او، آگاتا به عنوان ملکه خوب انتخاب می‌شود زیرا هر دو طرف برای جنگ آماده می‌شوند. نبرد نهایی در گاوالدون برگزار می‌شود، هنوز دست نخورده بخاطر یک سد انرژی که توسط اعتقادات مردم در پری‌ها تغذیه می‌شود اما به دلیل داستانهای تغییر یافته رفال تضعیف می‌شود و به دلایل ناشناخته ای هدف قرار می‌گیرد. در طول آموزش، آگاتا همچنین از افسانه واقعی سیندرلا، جایی که ادعا می‌کند اصلاً نمی‌خواست شاهزاده خانم باشد، یادمی‌گیرد. او اعتقاد داشت که قدمهایش که واقعاً با او مهربان بودند، سزاوار آن بودند و او به سادگی همراهی می‌کردند. ازدواج او با شاهزاده باعث ایجاد اختلاف دائمی بین او و پله پله‌ها شد که در نهایت کشته شدند.
این نبرد در استیم وودز نزدیک گاوالدون برگزار می‌شود، که مرلین با کمک بانو لسو توانست همه دانش آموزان مدرسه را علیه رفال و سوفی با کمک بانو لسو به هم بزند، زیرا به عنوان خائن سعی در تضعیف تلاش‌های شر داشت. سوفی، با آگاتا در تعقیب و گریز، تعقیب می‌کند که بانو لسو را به دانشکده پیر شیطان، که به او فاش می‌کند شرارت هرگز به معنای نابودی خوب یا برعکس نبود، بلکه در عوض به بخشی هارمونیک آن تبدیل شد. او و آگاتا همچنین جسد مادر سوفی ونسا و داستان‌های پشت سر او و کالیس را کشف می‌کنند که در آن سوفی و آگاتا خواهران دوقلوی هستند و پیوندهای جدا نشدنی بین آنها را توضیح می‌دهند. با این حال، در حالی که آگاتا این را فرصتی برای بهبود زخم‌ها می‌داند، سوفی هنوز هم مصمم است تا اتحادیه خود را با رفال به هر وسیله حفظ کند. او فکر می‌کند اگر رفال را رها کند، برای همیشه تنها خواهد بود و آگاتا مصمم است تا او را بفهمد که ترس او صحیح نیست.
نبرد در نهایت به نفع شر تغییر می‌کند زیرا سیندرلا می‌میرد و محافظت از گاوالدون با شکست مواجه می‌شود و به رافل اجازه حمله می‌دهد. با این حال، او به جای ویران کردن شهر، استفن پدر سوفی را به دست می‌گیرد.

## کتاب‌ها
- مدرسه خوب و بد (۲۰۱۳)
- مدرسه خوب و بد: جهانی بدون شاهزاده‌ها (۲۰۱۴)
- مدرسه خوب و بد: آخرین تاریخ بعد از (۲۰۱۵)
- کتاب آموزش خوب و بد: کتاب همیشه به عنوان کتاب هرگز (۲۰۱۶)
- مدرسه خوب و بد: Quests for Glory (2017)
- مدرسه خوب و بد: بلور زمان (۲۰۱۹)
- مدرسه خوب و بد: یک پادشاه واقعی (2020)Reception

Critical reception for the first book in the series has been positive, and the book has received praise from The Guardian and the Miami Herald.

### جوایز
- Waterstone's Children's Book Prize for Best Fiction for 5-12 (2014, nominee for The School for Good and Evil)[۶]